# بيورن لين
بيورن لين (بالنرويجية البوكمول: Bjørn Lynne)‏ هو مهندس وملحن ومهندس الصوت نرويجي، ولد في 31 ديسمبر 1966.

## وصلات خارجية
- الموقع الرسمي
- بيورن لين على موقع IMDb (الإنجليزية)
- بيورن لين على موقع ميوزك برينز (الإنجليزية)
- بيورن لين على موقع ميوزك برينز (الإنجليزية)
- بيورن لين على موقع ميوزك برينز (الإنجليزية)
- بيورن لين على موقع أول ميوزيك (الإنجليزية)
- بيورن لين على موقع أول ميوزيك (الإنجليزية)
- بيورن لين على موقع ديسكوغز (الإنجليزية)
- بيورن لين على موقع ديسكوغز (الإنجليزية)
- بيورن لين على موقع قاعدة بيانات الفيلم (الإنجليزية)